# Skeletons in the Closet
Skeletons in the Closet es un álbum en vivo de la banda alemana de power metal Gamma Ray, publicado el 22 de julio de 2003. Contiene en su mayoría canciones que la banda nunca había tocado en directo. La lista de canciones fue votada por los fanáticos en el sitio web de la agrupación.

## Lista de canciones

### Disco uno
1. "Welcome" (Hansen) - 1:07
2. "Gardens of the Sinner" (Hansen, Zimmermann) - 5:48
3. "Rich and Famous" (Hansen) - 5:13
4. "All of the Damned" (Hansen) - 5:00
5. "No Return" (Hansen) - 4:13
6. "Armageddon" (Hansen) - 9:24
7. "Heavy Metal Universe" (Hansen) - 7:43
8. "One with the World" (Hansen, Wessel) - 4:50
9. "Dan's Solo" (Zimmermann) - 5:21

### Disco dos
1. "Razorblade Sigh" (Hansen) - 5:00
2. "Heart of the Unicorn" (Hansen) - 4:41
3. "Last Before the Storm" (Hansen) - 4:38
4. "Victim of Fate" (Hansen) - 7:00
5. "Rising Star/Shine On" (Hansen, Schlächter) - 7:52
6. "The Silence" (Hansen) - 6:44
7. "Heaven or Hell" (Hansen) - 4:16
8. "Guardians of Mankind" (Richter) - 5:21
9. "New World Order" (Hansen) - 8:22[2]

## Créditos
- Voz, guitarra: Kai Hansen
- Guitarra, voz: Henjo Richter
- Bajo, voz: Dirk Schlächter
- Batería, voz: Daniel Zimmermann
- Teclados, voz: Axel Mackenrott